# Смирнов, Владимир Васильевич (полковник)
Влади́мир Васи́льевич Смирно́в (18 декабря 1902, Ярославская губерния — 27 июля 1943, Орловская область) — советский лётчик, Герой Советского Союза (21.03.1940). Полковник (24.04.1940).

## Биография
Родился 18 декабря 1902 года в деревне Коленово (ныне Ростовского района Ярославской области) в семье рабочего. Русский. Окончил двуклассное железнодорожное училище в 1914 году, затем работал рассыльным в железнодорожных мастерских в Вологде. С 1919 года жил в Любиме, где работал с отцом ремонтным рабочим на железнодорожной станции. С апреля 1924 года был секретарём волостного комитета комсомола в Любиме. С апреля 1925 года — заведующий учетно-статистическим подотделом уездного комитета ВКП(б) в городе Данилов Ярославской губернии. Член ВКП(б) с 1924 года.
В Красной Армии с июня 1926 года, по комсомольской путёвке был направлен в авиацию. В 1927 году окончил Военно-теоретическую школу летчиков (Ленинград), в 1928 году — 2-ю Военную школу лётчиков имени Осоавиахима в Борисоглебске. С декабря 1928 года — младший лётчик 38-го авиационного отряда ВВС Украинского военного округа. С января 1931 года — командир звена в авиаотряде Научно-испытательного зенитного полигона в Евпатории, с мая 1933 — командир звена в 24-й эскадрилье ВВС Украинского ВО (Харьков), с августа 1932 — командир отряда в 20-й авиационной бригаде (Конотоп), с мая 1935 — командир отдельного авиаотряда 1-го кавалерийского корпуса (Проскуров). С декабря 1936 по декабрь 1937 — командир-комиссар эскадрильи в городе Овруч.
В 1938 году окончил Липецкую высшую лётно-тактическую школу ВВС РККА и получил направление в Ленинградский военный округ на должность командира 50-го скоростного бомбардировочного авиационного полка. Со своим полком майор Смирнов участвовал в советско-финской войне 1939—1940 годов, полк входил в 18-ю авиационную бригаду, ВВС 7-й армии, Северо-Западный фронт). Полк выполнил 66 групповых боевых вылетов, сбросив свыше 2 000 тон авиабомб, в воздушных боях сбито 3 финских самолёта. Во время прорыва «линии Маннергейма», после штурмовки укреплённой полосы в районе Мерки — Сумма, на участке полка были полностью разбиты доты противника и обеспечен проход 123-й стрелковой дивизии. Лично майор В. В. Смирнов выполнил 46 боевых вылетов.
Указом Президиума Верховного Совета СССР от 21 марта 1940 года «за образцовое выполнение боевых заданий командования на фронте борьбы с финской белогвардейщиной и проявленные при этом доблесть и мужество» майору Смирнову Владимиру Васильевичу присвоено звание Героя Советского Союза с вручением ордена Ленина и медали «Золотая Звезда» (№ 289).
С января 1941 — заместитель командира 41-й авиационной дивизии ВВС Ленинградского военного округа, с марта 1941 — командир 62-й бомбардировочной авиационной дивизии ВВС Киевского Особого военного округа.
С начала Великой Отечественной войны дивизия полковника Смирнова воевала в составе ВВС 5-й армии Юго-Западного фронта. С первых дней участвовал в Львовско-Черновицкой и в Киевской оборонительных операциях. Особенно удачным был налёт всей дивизией в полном составе на скопление немецкой техники и автоцистерн с горючим в районе города Броды 26 июня 1941 года, когда противнику были нанесены большие потери. В Киевской катастрофе войск Юго-Западного фронта в сентябре 1941 года его дивизия попала в окружение под Черниговым. Полковник Смирнов под свою ответственность поднял в воздух оставшиеся самолёты, которые перелетели из вражеского кольца, а сам со штабом и наземными службами выходил из окружения по земле. Колонная дивизии вышла к своим, но буквально сразу на этом участке немецкие войска вновь прорвали фронт. Смирнов оказался в окружении только с своим адъютантом, в лесу зарыл форму, документы и ордена, на пути к линии фронта был ранен. 24 сентября вышел к своим и до конца 1941 года находился в госпитале.
В декабре 1941 года Смирнов назначен командующим ВВС 1-й ударной армии Северо-Западного фронта, после упразднения штабов ВВС в армиях в мае 1942 года стал начальником авиационного отдела штаба 1-й воздушной армии Западного фронта, в августе 1942 года — начальником авиационного отдела штаба 50-й армии этого фронта. Но штабная работа не удовлетворяет боевого командира. В январе 1943 года полковник Смирнов был назначен заместителем командира 213-й ночной бомбардировочной авиационной дивизии 1-й воздушной армии, а феврале 1943 года — командиром 233-й штурмовой авиационной дивизии 1-й воздушной армии Западного фронта.
Комдив освоил новый для себя самолёт Ил-2 и лично водил группы штурмовиков на боевые задания. Дивизия под его командованием показала себя хорошо, выполнив 4 139 самолёто-вылетов на нанесение ударов по врагу, уничтожив и повредив до 180 самолётов, 60 танков, до 160 орудий полевой и зенитной артиллерии, до 600 автомашин, 12 паровозов и около 500 вагонов, 17 складов. Дивизия участвовала в Ржевско-Вяземской наступательной операции в марте 1943 года и в Курской битве, в последней выполняла задачи по срыву организованного отхода немецких войск из Орловского выступа. 27 июля 1943 года Ил-2 полковника Смирнова был сбит зенитной артиллерией противника в районе Орла во время боевого вылета, экипаж погиб.
В. В. Смирнов первоначально считался пропавшим без вести Впоследствии тело Героя было найдено и захоронено в братской могиле погибших советских воинов и партизан в селе Злынь Болховского района Орловской области.

## Награды
- Герой Советского Союза (21.03.1940);
- орден Ленина (21.03.1940);
- орден Красного Знамени (1940);
- орден Отечественной войны 1-й степени (12.08.1943, посмертно)[6].